# اچ‌ام‌ای‌اس کاپوندا
اچ‌ام‌ای‌اس کاپوندا (به انگلیسی: HMAS Kapunda) یک کشتی بود که طول آن ۱۸۶ فوت (۵۷ متر) بود. این کشتی در سال ۱۹۴۲ ساخته شد.